# Corby Glen
Corby Glen is een civil parish in het bestuurlijke gebied South Kesteven, in het Engelse graafschap Lincolnshire. In 2011 telde het civil parish 1017 inwoners.

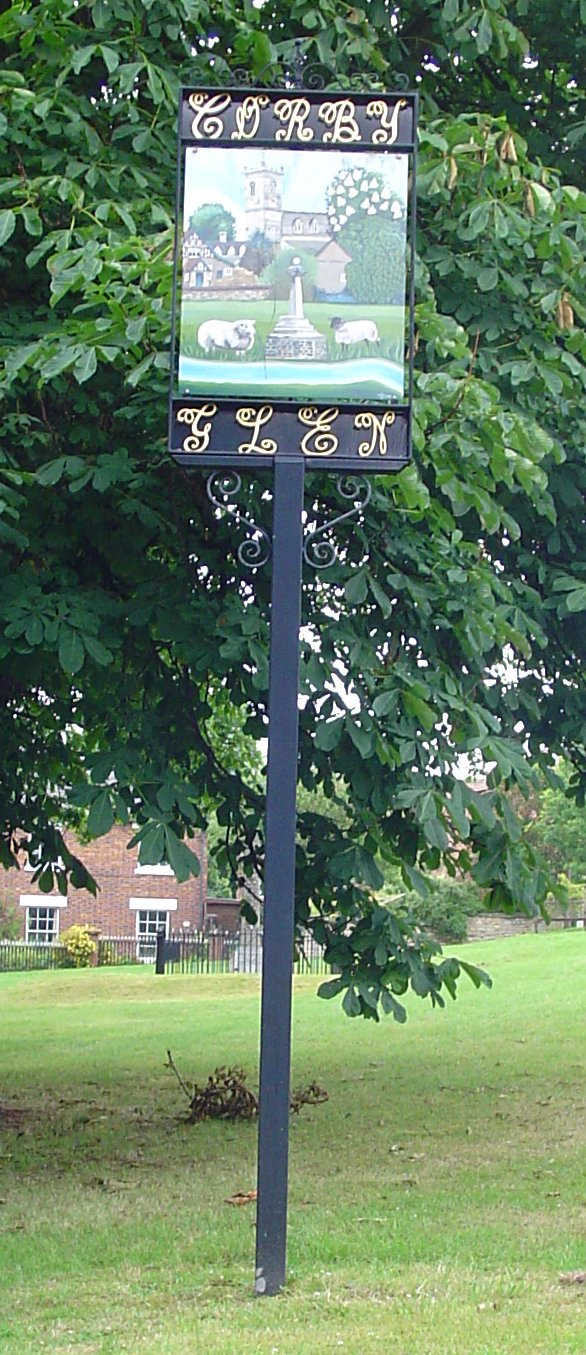